# Arnold Newman
Arnold Abner Newman (3. marts 1918 i New York – 6. juni 2006 smst) var en amerikansk fotograf, især kendt for sine portrætter.
Han blev født i New York og voksede op i Atlantic City, New Jersey. Efter et par års kunststudier på universitet begyndte han at arbejde hos en portrætfotograf, og kort efter droppede han studierne for at dyrke fotografiet. I perioder udførte han arbejde for Life magazine og Newsweek.
Han udviklede en stil i sine billeder der er kendt som environmental portrait, 
hvor personen portrætteres i sine rette omgivelser. Han mente at mennesker eksisterer i rum, og at de skal portrætteres i rum. Som ung var Newman påvirket af dokumentarfotografer fra 1930ernes Farm Security Administration-project såsom Walker Evans, og i sine portrætter kombinerer Newman portræt- og dokumentarfoto. Eksempelvis fotograferede han komponisten Igor Stravinskij siddende ved klaveret og senator John F. Kennedy stående i søjlegangen uden for senatet i Washington. 
Arnold Newman portrætterede en lang række internationalt kendte personligheder bl.a. politikere og kunstnere. Stort set alle amerikanske præsidenter blev portrætteret af ham ligesom andre internationalt kendte mennesker, såsom Pablo Picasso og Francisco Franco.